# Doumely-Bégny
Doumely-Bégny é uma comuna francesa na região administrativa de Grande Leste, no departamento Ardenas. Estende-se por uma área de 7,7 km². Em 2010 a comuna tinha 73 habitantes (densidade: 9,5 hab./km²).